# Ashley (Missouri)
Ashley – jednostka osadnicza w Stanach Zjednoczonych, w stanie Missouri, w hrabstwie Pike.